# Abronia frosti
Abronia frosti là một loài thằn lằn trong họ Anguidae. Loài này được Campbell, Aceedo & Mendelson miêu tả khoa học đầu tiên năm 1998.